# Pietro Chiodini
Pietro Chiodini (Certosa di Pavia, 27 luglio 1934 – Casalgrande, 28 agosto 2010) è stato un ciclista su strada italiano.
Professionista dal 1959 al 1964.

## Carriera
Da dilettante vinse la medaglia d'oro nei Giochi del Mediterraneo del 1955 nella gara a squadre (insieme a Giorgio Godio e Adriano Zamboni).
Da professionista corse per la Bianchi, la Molteni e la Cité. Ottenne due vittorie da professionista, la Coppa Agostoni nel 1960 e una tappa al Giro d'Italia 1961.
È morto il 28 agosto 2010 all'età di 76 anni.

## Palmarès
- 1960

Coppa Agostoni
- 1961

11ª tappa Giro d'Italia (Potenza > Teano)

## Piazzamenti

### Grandi giri
- Giro d'Italia

1960: ritirato
1961: 69º
1963: ritirato
- Vuelta a España

1962: ritirato

### Classiche
- Milano-Sanremo

1961: 49º
- Parigi-Roubaix

1960: 55º
- Giro di Lombardia

1960: 63º